# Vincenzo Montella
Vincenzo Montella (Pomigliano d'Arco, Nápoles, 18 de junio de 1974) es un exfutbolista y entrenador italiano. Jugaba de delantero y su apodo era L'Aeroplanino ("El Pequeño Avión"), debido a su baja estatura y la muy conocida celebración de sus goles. Actualmente dirige a la selección de Turquía.

## Trayectoria como jugador
Montella comenzó su carrera jugando por el Empoli en 1990 (cuando dicho equipo participaba de la Serie C1) antes de irse al Genoa en 1996 (cuando el equipo jugaba en la Serie B de Italia), donde anotó 21 goles en 34 partidos en su única temporada en el club antes de irse a la Sampdoria de la Serie A.
Cuando la Sampdoria quedó relegada en 1999, Montella fue transferido a la Roma por 3.600 millones de pesetas. En este equipo, ganó un Scudetto y anotó goles de manera prodigiosa, por lo que se ganó el apodo de Pequeño Aeroplano, en referencia a su particular forma de celebrar sus goles.
Jugó en el Fulham en calidad de cedido, pero solo disputó 7 partidos, debido a que no convenció a los Craven Cottage. Luego regresó a la Sampdoria y posteriormente a la Roma, donde colgaría las botas.
Selección nacional
Ha sido internacional con la Selección de fútbol de Italia. Montella jugó su primer partido como internacional contra Gales el 5 de junio de 1999, además de ser parte de la Selección de fútbol de Italia que tomó parte de la Eurocopa 2000, la Copa Mundial de Fútbol de 2002 y la Eurocopa 2004.
Final de la carrera
Vincenzo “Aeroplanino” Montella decidía retirarse de la práctica del fútbol el 2 de julio de 2009.

### Participaciones en Copas del Mundo
| Mundial                        | Sede                  | Resultado        |
| ------------------------------ | --------------------- | ---------------- |
| Copa Mundial de Fútbol de 2002 | Corea del Sur y Japón | Octavos de final |

## Trayectoria como entrenador

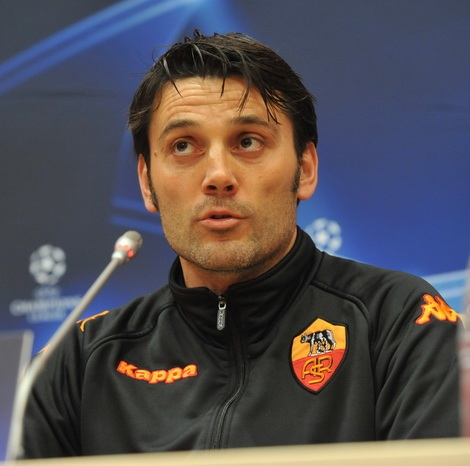
Vincenzo Montella en su época como técnico de la AS Roma

### AS Roma
Justo después de retirarse, se puso al mando de las categorías inferiores de la AS Roma como entrenador.
El 21 de febrero de 2011, fue nombrado técnico del primer equipo de la AS Roma para el resto de la temporada. Los giallorossi ocupaban el 6.º lugar en la Serie A y terminaron el campeonato en idéntica situación. Abandonó el banquillo del Estadio Olímpico de Roma en verano, siendo sustituido por Luis Enrique.

### Catania
Pasó a dirigir el Calcio Catania en la temporada 2011-12, tomando el relevo de Diego Simeone. Dejó al equipo en la 11.ª posición de la clasificación tras no ocupar puestos de descenso en todo el campeonato e incluso llegando a pelear por las posiciones europeas.

### ACF Fiorentina
El 11 de junio de 2012, firmó con la Fiorentina por dos temporadas. Dirigió al equipo viola hasta el cuarto puesto en la Serie A 2012-13, lo que significó una clara mejora respecto al 13.er puesto obtenido en la campaña anterior y daba acceso a la UEFA Europa League. Estos buenos resultados le valieron la renovación de su contrato hasta 2017.
En la Serie A 2013-14, posicionó otra vez a la Fiorentina en la 4.ª posición del campeonato; y además, alcanzó la final de la Coppa, que perdió frente al Napoli (3-1), a pesar de que dos de sus futbolistas más importantes, Giuseppe Rossi y Mario Gómez, sufrieron sendas graves lesiones.
La temporada 2014-15 comenzó con mal pie para la Fiorentina de Montella, que ocupó la zona media de la clasificación durante las primeras jornadas de la Liga, aunque terminó la primera vuelta ocupando el sexto puesto. En la Copa Italia y en la Liga Europa, el conjunto viola logró llegar a semifinales. Finalmente, el equipo italiano volvió a terminar como 4.º clasificado en la Serie A.
El 8 de junio de 2015, fue destituido por la entidad de la Toscana a raíz de la voluntad del técnico de eliminar la cláusula de rescisión de su contrato.

### UC Sampdoria
El 15 de noviembre de 2015, se incorporó a la UC Sampdoria en sustitución de Walter Zenga. Tuvo un mal debut en el banquillo genovés, pues perdió sus tres primeros partidos. Con solo 2 victorias en sus 15 primeros encuentros, el equipo cayó en la clasificación y tuvo que concentrarse en luchar por la permanencia, meta que se alcanzó a falta de 3 jornadas para el término del torneo.

### AC Milan
El 28 de junio de 2016, fue anunciado como nuevo técnico del Associazione Calcio Milan para las dos siguientes temporadas. Aunque perdió dos de sus tres primeros partidos en el banquillo rossonero, luego inició una racha de buenos resultados que llevaron al equipo milanista al 3.er puesto tras 8 jornadas de la Serie A. El 23 de diciembre, el equipo lombardo cerró el año como 5.º clasificado en el torneo doméstico y ganando la Supercopa de Italia contra la Juventus de Turín. Este era el primer título que Montella ganaba como técnico y el primero en 5 años para la entidad rossonera. El 21 de mayo de 2017, consiguió devolver al Milan a competiciones europeas después de 3 años, tras ganar 3-0 al Bologna en la jornada 37 de la Serie A y quedando en 6.º lugar de la tabla. Poco después, renovó su contrato con el club por un año más.
El 27 de noviembre de 2017, el club anunció la destitución de Montella, que dejó al Milan como 7.º clasificado tras 14 jornadas de la Serie A y clasificado para dieciseisavos de final de la Liga Europa.

### Sevilla FC
El 28 de diciembre de 2017, el Sevilla Fútbol Club confirmó que Montella firmaría un contrato de un año y medio de duración para reemplazar a Eduardo Berizzo en el banquillo hispalense, contando con Enzo Maresca como segundo entrenador. El equipo andaluz llegó a cuartos de final de la Liga de Campeones por primera vez desde 1958, siendo eliminado por el Bayern de Múnich por un marcador global de 2-1; mientras que se clasificó para la final de la Copa del Rey, la cual perdió (5-0) ante el FC Barcelona. El 28 de abril de 2018, se hizo oficial su destitución como entrenador hispalense debido a una racha negativa de nueve partidos seguidos sin ganar (4 empates y 5 derrotas), así como la contratación de Joaquín Caparrós hasta final de temporada.

### Regreso a la Fiorentina
El 10 de abril de 2019, inició su segunda etapa al mando de la Fiorentina. Dirigió al elenco italiano en los 8 últimos partidos de la Serie A, sumando solamente 2 puntos y finalizando en 16.ª posición. El 21 de diciembre de 2019, un día después de perder por 1-4 contra la Roma y habiendo conseguido 2 puntos en los 7 últimos partidos, el club anunció su destitución, dejando al conjunto italiano como 14.º clasificado en la 17.ª jornada de la Serie A.

### Adana Demirspor
El 1 de septiembre de 2021, fichó por el Adana Demirspor de la Superliga de Turquía. En su primera temporada, culminó noveno en la liga. En su segunda temporada, el club terminó la liga en cuarto lugar con un récord de 20 victorias, nueve empates y siete derrotas en 36 partidos, que fue su mejor posición liguera en su historia y que los calificó para su primera participación en competiciones europeas, concretamente a la Europa Conference League. El 12 de junio de 2023, el club anunció que se había separado de Montella de mutuo acuerdo al final de la temporada.

### Selección de Turquía
El 27 de septiembre de 2023, Montella fue presentado como el nuevo entrenador de la selección de Turquía.Unas semanas más tarde, obtuvo la clasificación a la Eurocopa 2024 luego de vencer a Letonia por 4-0.En dicha competencia, su combinado alcanzó los cuartos de final donde fueron eliminados por los Países Bajos después de caer 2-1 en el tiempo reglamentario.

## Clubes y estadísticas

### Como futbolista
| Club      | País       | Año       | Partidos | Goles |
| --------- | ---------- | --------- | -------- | ----- |
| Empoli    | Italia     | 1990-1995 | 51       | 26    |
| Genoa     | Italia     | 1995-1996 | 34       | 21    |
| Sampdoria | Italia     | 1996-1999 | 83       | 54    |
| AS Roma   | Italia     | 1999-2007 | 180      | 84    |
| Fulham    | Inglaterra | 2007      | 10       | 2     |
| Sampdoria | Italia     | 2007-2008 | 13       | 4     |
| AS Roma   | Italia     | 2008-2009 | 12       | 0     |
| Total     | Total      | Total     | 383      | 191   |

### Como entrenador

##### Clubes
| Equipo                  | Div.         | Temporada    | Liga  | Liga | Liga | Liga | Liga |       | Copa | Copa | Copa | Copa  |    | Internacional | Internacional | Internacional | Internacional | Internacional |   | Otros | Otros | Otros | Otros |     | Totales     | Totales | Totales | Totales | Totales | Totales | Totales | Totales |
| Equipo                  | Div.         | Temporada    | Part. | G    | E    | P    | Pos. | Part. | G    | E    | P    | Part. | G  | E             | P             | Pos.          | Part.         | G             | E | P     | Part. | G     | E     | P   | Rendimiento | GF      | GC      | Dif.    |         |         |         |         |
| ----------------------- | ------------ | ------------ | ----- | ---- | ---- | ---- | ---- | ----- | ---- | ---- | ---- | ----- | -- | ------------- | ------------- | ------------- | ------------- | ------------- | - | ----- | ----- | ----- | ----- | --- | ----------- | ------- | ------- | ------- | ------- | ------- | ------- | ------- |
| AS Roma · Italia        | 1.ª          | 2010-11      | 13    | 7    | 3    | 3    | 6.º  | 2     | 0    | 1    | 1    | 1     | 0  | 0             | 1             | 1/8           | -             | -             | - | -     | 16    | 7     | 4     | 5   | 52.08%      | 22      | 21      | +1      |         |         |         |         |
| AS Roma · Italia        | Total        | Total        | 13    | 7    | 3    | 3    | -    | 2     | 0    | 1    | 1    | 1     | 0  | 0             | 1             | -             | -             | -             | - | -     | 16    | 7     | 4     | 5   | 52.08%      | 22      | 21      | +1      |         |         |         |         |
| Catania · Italia        | 1.ª          | 2011-12      | 38    | 11   | 15   | 12   | 11.º | 2     | 1    | 0    | 1    | -     | -  | -             | -             | -             | -             | -             | - | -     | 40    | 12    | 15    | 13  | 42.5%       | 51      | 56      | -5      |         |         |         |         |
| Catania · Italia        | Total        | Total        | 38    | 11   | 15   | 12   | -    | 2     | 1    | 0    | 1    | -     | -  | -             | -             | -             | -             | -             | - | -     | 40    | 12    | 15    | 13  | 42.5%       | 51      | 56      | -5      |         |         |         |         |
| Fiorentina · Italia     | 1.ª          | 2012-13      | 38    | 21   | 7    | 10   | 4.º  | 4     | 3    | 0    | 1    | -     | -  | -             | -             | -             | -             | -             | - | -     | 42    | 24    | 7     | 11  | 62.7%       | 77      | 45      | +32     |         |         |         |         |
| Fiorentina · Italia     | 1.ª          | 2013-14      | 38    | 19   | 8    | 11   | 4.º  | 5     | 3    | 0    | 2    | 12    | 7  | 3             | 2             | 1/8           | -             | -             | - | -     | 55    | 29    | 11    | 15  | 59.4%       | 92      | 59      | +33     |         |         |         |         |
| Fiorentina · Italia     | 1.ª          | 2014-15      | 38    | 18   | 10   | 10   | 4.º  | 4     | 3    | 0    | 1    | 14    | 7  | 4             | 3             | 1/2           | -             | -             | - | -     | 56    | 28    | 14    | 14  | 58.33%      | 89      | 63      | +26     |         |         |         |         |
| Sampdoria · Italia      | 1.ª          | 2015-16      | 26    | 6    | 6    | 14   | 15.º | 1     | 0    | 0    | 1    | -     | -  | -             | -             | -             | -             | -             | - | -     | 27    | 6     | 6     | 15  | 29.63%      | 29      | 46      | -17     |         |         |         |         |
| Sampdoria · Italia      | Total        | Total        | 26    | 6    | 6    | 14   | -    | 1     | 0    | 0    | 1    | -     | -  | -             | -             | -             | -             | -             | - | -     | 27    | 6     | 6     | 15  | 29.63%      | 29      | 46      | -17     |         |         |         |         |
| AC Milan · Italia       | 1.ª          | 2016-17      | 38    | 18   | 9    | 11   | 6.º  | 2     | 1    | 0    | 1    | -     | -  | -             | -             | -             | 1             | 0             | 1 | 0     | 41    | 19    | 10    | 12  | 54.47%      | 61      | 49      | +12     |         |         |         |         |
| AC Milan · Italia       | 1.ª          | 2017-18      | 14    | 6    | 2    | 6    | Inc. | -     | -    | -    | -    | 9     | 7  | 2             | 0             | Inc.          | -             | -             | - | -     | 23    | 13    | 4     | 6   | 62.32%      | 42      | 22      | +20     |         |         |         |         |
| AC Milan · Italia       | Total        | Total        | 52    | 24   | 11   | 17   | -    | 2     | 1    | 0    | 1    | 9     | 7  | 2             | 0             | -             | 1             | 0             | 1 | 0     | 64    | 32    | 14    | 18  | 57.29%      | 103     | 71      | +32     |         |         |         |         |
| Sevilla · España        | 1.ª          | 2017-18      | 17    | 5    | 4    | 8    | Inc. | 7     | 5    | 1    | 1    | 4     | 1  | 2             | 1             | 1/4           | -             | -             | - | -     | 28    | 11    | 7     | 10  | 47.62%      | 37      | 44      | -7      |         |         |         |         |
| Sevilla · España        | Total        | Total        | 17    | 5    | 4    | 8    | -    | 7     | 5    | 1    | 1    | 4     | 1  | 2             | 1             | -             | -             | -             | - | -     | 28    | 11    | 7     | 10  | 47.62%      | 37      | 44      | -7      |         |         |         |         |
| Fiorentina · Italia     | 1.ª          | 2018-19      | 7     | 0    | 2    | 5    | 16.º | 1     | 0    | 0    | 1    | -     | -  | -             | -             | -             | -             | -             | - | -     | 8     | 0     | 2     | 6   | 8.33%       | 2       | 8       | -6      |         |         |         |         |
| Fiorentina · Italia     | 1.ª          | 2019-20      | 17    | 4    | 5    | 8    | Inc. | 2     | 2    | 0    | 0    | -     | -  | -             | -             | -             | -             | -             | - | -     | 19    | 6     | 5     | 8   | 40.35%      | 26      | 29      | -3      |         |         |         |         |
| Fiorentina · Italia     | Total        | Total        | 138   | 62   | 32   | 44   | -    | 16    | 11   | 0    | 5    | 26    | 14 | 7             | 5             | -             | -             | -             | - | -     | 180   | 87    | 39    | 54  | 55.55%      | 286     | 204     | +82     |         |         |         |         |
| Adana Demirspor Turquía | 1.ª          | 2021-22      | 35    | 15   | 8    | 12   | 9.º  | 4     | 3    | 1    | 0    | -     | -  | -             | -             | -             | -             | -             | - | -     | 39    | 18    | 9     | 12  | 53.84%      | 70      | 47      | +23     |         |         |         |         |
| Adana Demirspor Turquía | 1.ª          | 2022-23      | 36    | 20   | 9    | 7    | 4.º  | 3     | 2    | 0    | 1    | -     | -  | -             | -             | -             | -             | -             | - | -     | 39    | 22    | 9     | 8   | 64.1%       | 88      | 52      | +36     |         |         |         |         |
| Adana Demirspor Turquía | Total        | Total        | 71    | 35   | 17   | 19   | -    | 7     | 5    | 1    | 1    | -     | -  | -             | -             | -             | -             | -             | - | -     | 78    | 40    | 18    | 20  | 58.97%      | 158     | 99      | +59     |         |         |         |         |
| Total clubes            | Total clubes | Total clubes | 355   | 150  | 88   | 117  | -    | 37    | 23   | 3    | 11   | 40    | 22 | 11            | 7             | -             | 1             | 0             | 1 | 0     | 433   | 195   | 103   | 135 | 52.96%      | 686     | 541     | +145    |         |         |         |         |
| 1. 2. 3.                |              |              |       |      |      |      |      |       |      |      |      |       |    |               |               |               |               |               |   |       |       |       |       |     |             |         |         |         |         |         |         |         |

##### Selección
| Selección           | Período             | Liga de Naciones | Liga de Naciones | Liga de Naciones | Liga de Naciones | Liga de Naciones |       | Clasificatorias Mundial y Eurocopa | Clasificatorias Mundial y Eurocopa | Clasificatorias Mundial y Eurocopa | Clasificatorias Mundial y Eurocopa |    | Mundial Eurocopa | Mundial Eurocopa | Mundial Eurocopa | Mundial Eurocopa | Mundial Eurocopa |   | Amistosos | Amistosos | Amistosos | Amistosos |     | Totales     | Totales | Totales | Totales | Totales | Totales | Totales | Totales |
| Selección           | Período             | Part.            | G                | E                | P                | Pos.             | Part. | G                                  | E                                  | P                                  | Part.                              | G  | E                | P                | Pos.             | Part.            | G                | E | P         | Part.     | G         | E         | P   | Rendimiento | GF      | GC      | Dif.    |         |         |         |         |
| ------------------- | ------------------- | ---------------- | ---------------- | ---------------- | ---------------- | ---------------- | ----- | ---------------------------------- | ---------------------------------- | ---------------------------------- | ---------------------------------- | -- | ---------------- | ---------------- | ---------------- | ---------------- | ---------------- | - | --------- | --------- | --------- | --------- | --- | ----------- | ------- | ------- | ------- | ------- | ------- | ------- | ------- |
| Turquía             | 2023-24             | -                | -                | -                | -                | -                | 3     | 2                                  | 1                                  | 0                                  | 5                                  | 3  | 0                | 2                | 1/4              | 5                | 1                | 1 | 3         | 13        | 6         | 2         | 5   | 51.28%      | 19      | 20      | -1      |         |         |         |         |
| Turquía             | 2024-25             | 8                | 5                | 2                | 1                | A                | 0     | 0                                  | 0                                  | 0                                  | -                                  | -  | -                | -                | -                | 2                | 1                | 0 | 1         | 10        | 6         | 2         | 2   | 66.67%      | 17      | 9       | +8      |         |         |         |         |
| Turquía             | 2025-26             | -                | -                | -                | -                | -                | 0     | 0                                  | 0                                  | 0                                  | -                                  | -  | -                | -                | -                | 0                | 0                | 0 | 0         | 0         | 0         | 0         | 0   | 0%          | 0       | 0       | +0      |         |         |         |         |
| Total selección     | Total selección     | 8                | 5                | 2                | 1                | -                | 3     | 2                                  | 1                                  | 0                                  | 5                                  | 3  | 0                | 2                | -                | 7                | 2                | 1 | 4         | 23        | 12        | 4         | 7   | 57.97%      | 36      | 29      | +7      |         |         |         |         |
| Total en su carrera | Total en su carrera | 363              | 155              | 90               | 118              | -                | 40    | 25                                 | 4                                  | 11                                 | 45                                 | 25 | 11               | 9                | -                | 8                | 2                | 2 | 4         | 456       | 207       | 107       | 142 | 53.21%      | 722     | 570     | +152    |         |         |         |         |
| 1.                  |                     |                  |                  |                  |                  |                  |       |                                    |                                    |                                    |                                    |    |                  |                  |                  |                  |                  |   |           |           |           |           |     |             |         |         |         |         |         |         |         |

#### Resumen por competiciones
| Competición                  | Partidos | Ganados | Empatados | Perdidos | %      | Resultado        |
| Clubes                       | Clubes   | Clubes  | Clubes    | Clubes   | Clubes | Clubes           |
| ---------------------------- | -------- | ------- | --------- | -------- | ------ | ---------------- |
| Serie A                      | 267      | 110     | 67        | 90       | 49.56% | 4.º lugar        |
| Copa Italia                  | 23       | 13      | 1         | 9        | 57.97% | Subcampeón       |
| Supercopa de Italia          | 1        | 0       | 1         | 0        | 33.33% | Campeón          |
| LaLiga                       | 17       | 5       | 4         | 8        | 37.25% | 7.º lugar        |
| Copa del Rey                 | 7        | 5       | 1         | 1        | 76.19% | Subcampeón       |
| Superliga de Turquía         | 71       | 35      | 17        | 19       | 57.28% | 4.º lugar        |
| Copa de Turquía              | 7        | 5       | 1         | 1        | 76.19% | Octavos de final |
| Liga de Campeones de la UEFA | 5        | 1       | 2         | 2        | 33.33% | Cuartos de final |
| Liga Europa de la UEFA       | 35       | 21      | 9         | 5        | 68.57% | Semifinales      |
| Total clubes                 | 433      | 195     | 103       | 135      | 52.96% | 1 Título         |
| Selección                    |          |         |           |          |        |                  |
| Liga de Naciones             | 8        | 5       | 2         | 1        | 70.83% | Ascendido        |
| Clasificatorias Eurocopa     | 3        | 2       | 1         | 0        | 77.78% | Clasificado      |
| Eurocopa                     | 5        | 3       | 0         | 2        | 60%    | Cuartos de final |
| Clasificatorias Mundial      | 0        | 0       | 0         | 0        | 0%     | En disputa       |
| Amistosos                    | 7        | 2       | 1         | 4        | 33.33% | +2 PG            |
| Total selección              | 23       | 12      | 4         | 7        | 57.97% | Sin Títulos      |
| Total en su carrera          | 456      | 207     | 107       | 142      | 53.21% | 1 Título         |

## Palmarés

### Como futbolista

#### Campeonatos nacionales
| Título              | Club    | País   | Año  |
| ------------------- | ------- | ------ | ---- |
| Serie A             | AS Roma | Italia | 2001 |
| Supercopa de Italia | AS Roma | Italia | 2001 |

### Como entrenador

#### Campeonatos nacionales
| Título              | Club     | País   | Año  |
| ------------------- | -------- | ------ | ---- |
| Supercopa de Italia | AC Milan | Italia | 2016 |